# Dorfkirche Lichtenhagen

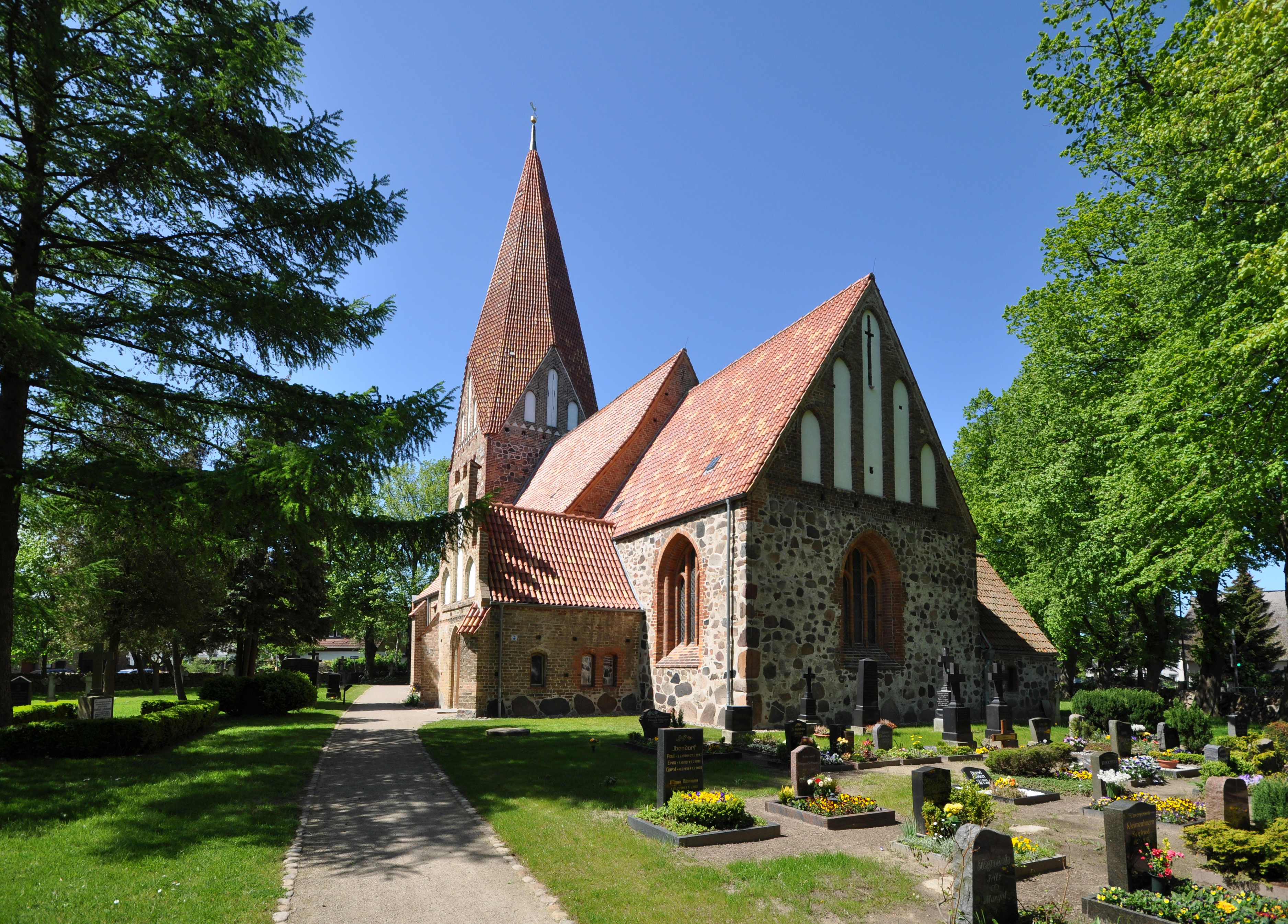
Dorfkirche in Lichtenhagen

Die Dorfkirche Lichtenhagen ist die Kirche der Evangelisch-lutherischen Kirchengemeinde Lichtenhagen in Elmenhorst/Lichtenhagen im Landkreis Rostock. Die Gemeinde gehört zur Propstei Rostock im Kirchenkreis Mecklenburg der Evangelisch-Lutherischen Kirche in Norddeutschland (Nordkirche).

## Geschichte
Lichtenhagen wurde 1264 durch die Benennung eines Kirchherrn Burchard erstmals urkundlich erwähnt, die Kirche Lychtenhagen erstmals 1319. 1470 gehörte die Kirche zum Archidiakonat Rostock und musste dahin Abgaben zahlen.

## Baubeschreibung

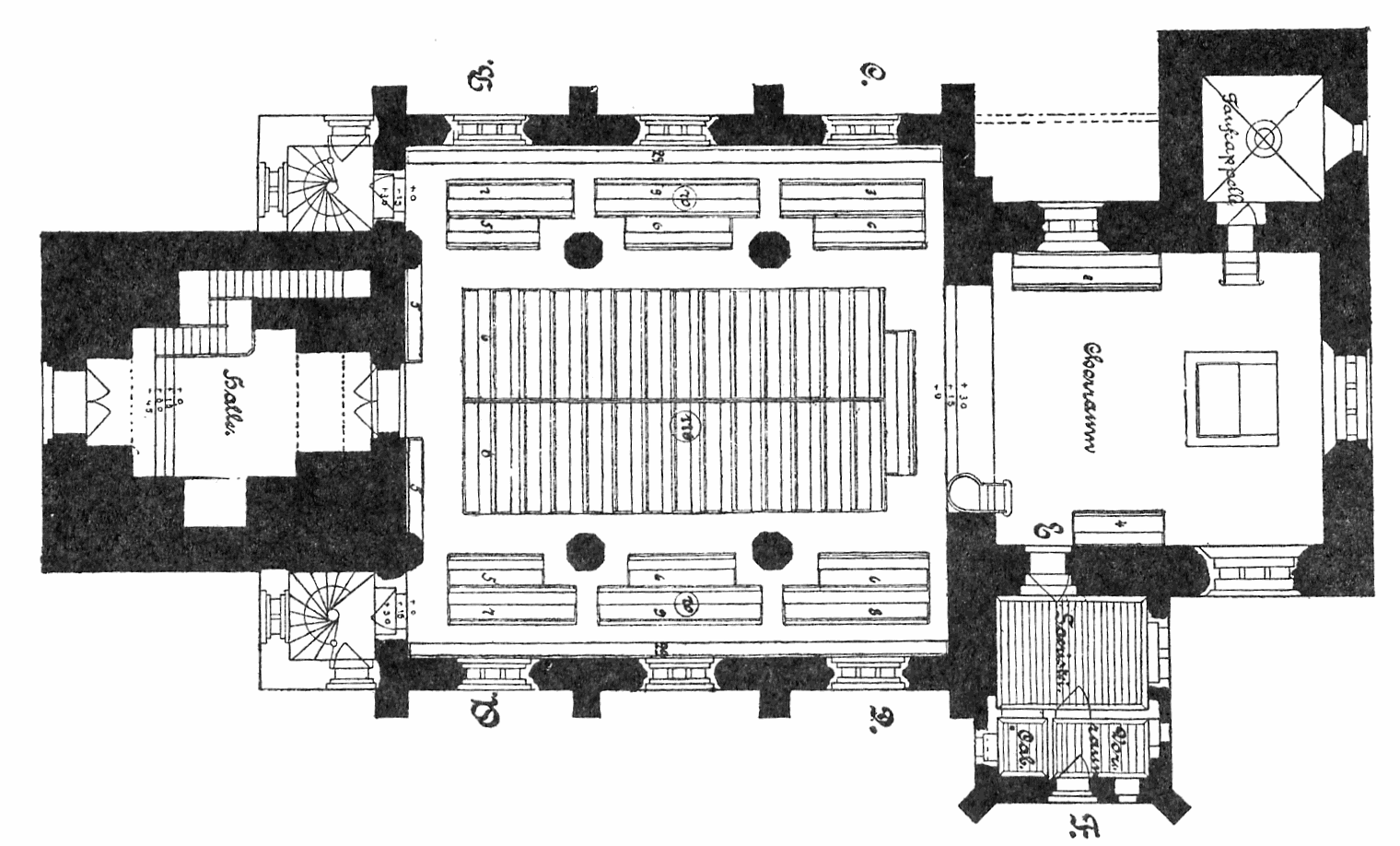
Grundriss 1899

Die aus zum Großteil unbehauenen Findlingen und Backstein errichtete, stattliche Hallenkirche stammt aus der Zeit des Übergangs von der Romanik zur Gotik und entstand zu verschiedenen Zeiten durch mehrere Umbauten. Der rechteckige Chor mit geradem Chorschluss aus dem 13. Jahrhundert ist der älteste Teil der Kirche. Hier finden sich Gewölbemalereien aus dem 14. Jahrhundert. Dargestellt sind Apostel, Heilige und alt- und neutestamentliche Szenen. Das dreischiffige Langhaus wurde später errichtet. Der 42 Meter hohe Westturm trägt ein Dach in Form einer „Bischofsmütze“. Eine grundlegende Sanierung fand 1892 nach Entwürfen von Gotthilf Ludwig Möckel statt, bei der auch Glasfenster eingesetzt wurden.
Seit 1998 wurde die Kirche mit der Unterstützung eines Fördervereins in mehreren Abschnitten grundlegend saniert. Besonders zu erwähnen sind die Abendmusiken in der Kirche, zu denen teils erstrangige Organisten und Cembalisten gewonnen werden konnten (darunter Gustav Leonhardt).

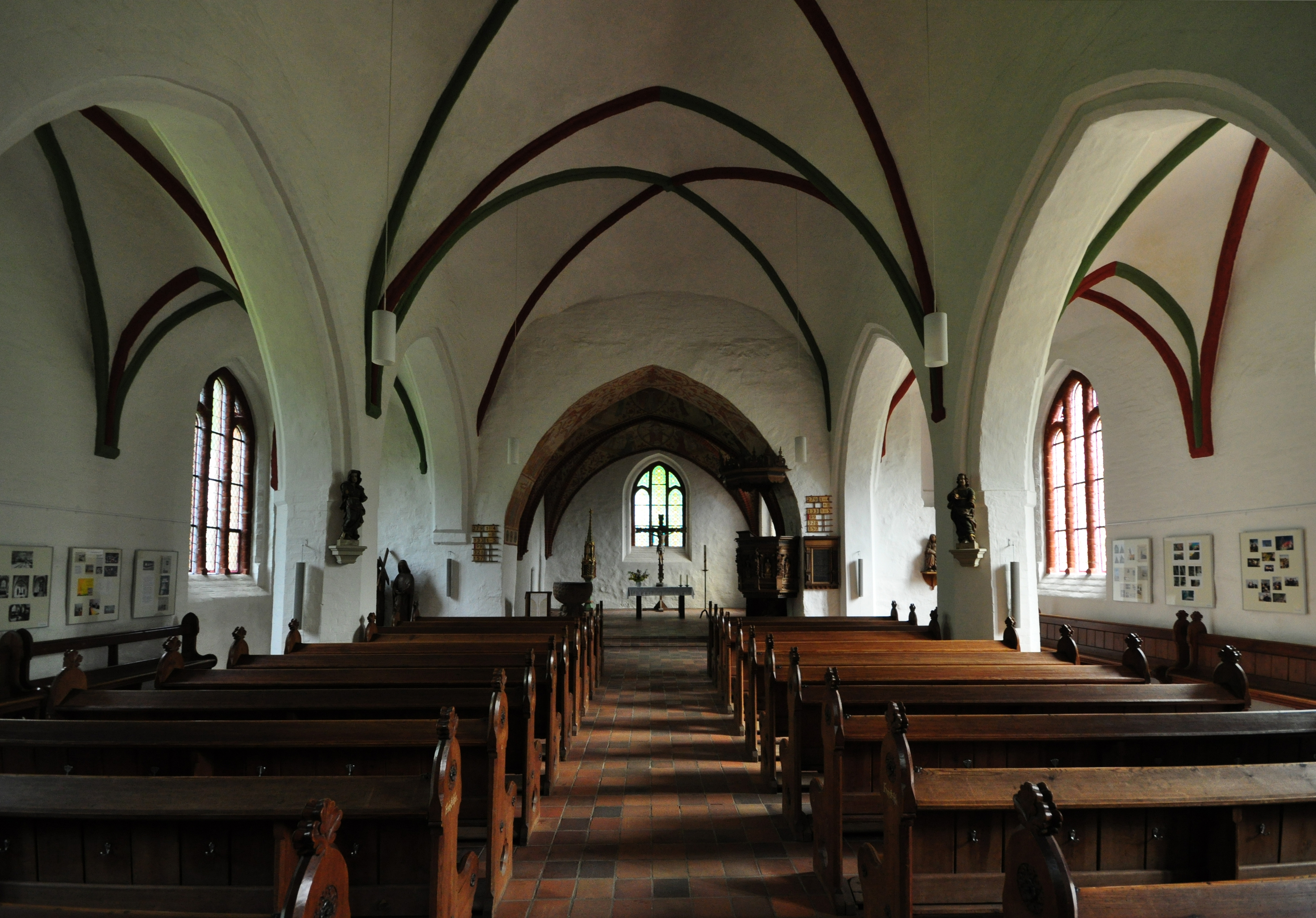
Innenansicht der Kirche Lichtenhagen

## Inneneinrichtung
Zur Ausstattung gehört ein wuchtiger, aus einem Findling gehauener romanischer Taufstein aus dem 13. Jahrhundert. Sechs menschliche Figuren tragen das mit Schuppen verzierte Taufgefäß. Zu erwähnen ist weiterhin das Sakramentshaus mit einem Turm, der mit Maßwerk und Krabben verziert ist, vom Ende des 14. Jahrhunderts. Ein weiteres Sakramentshaus aus der gleichen Zeit ist nur im unteren Teil erhalten, der ebenfalls mit Maßwerk verziert ist. In der Kirche finden sich Holzplastiken aus dem 14. bis 16. Jahrhundert.
Eine besondere Bedeutung hat eine erheblich beschädigte Pietà aus der Mitte des 14. Jahrhunderts, die sich heute im südlichen Seitenschiff befindet. Diese Marienskulptur wurde in der Mitte des 19. Jahrhunderts an einem schwer zugänglichen Ort der Dorfkirche aufbewahrt und dort von Cordula Wöhler, der Tochter des damaligen Pfarrers Wilhelm Wöhler entdeckt. Das Kind Cordula entwickelte – sehr zum Ärger seines Vaters – eine innige Beziehung zu dieser Pietà und daraus eine tiefe Marienfrömmigkeit. Diese Entwicklung der Pfarrerstochter gipfelte im Mai 1870 in der Dichtung des Liedes Segne du, Maria, das sich bis heute in der katholischen Welt großer Beliebtheit erfreut, später in deren Übertritt zur katholischen Kirche.
Die Orgel aus dem Jahr 1976 stammt von der Dresdner Firma Jehmlich Orgelbau und verfügt über 16 Registern, auf zwei Manualen und Pedal. Die Kanzel im Renaissancestil stammt von 1619. Sie ist mit Bildschnitzereien und Intarsien verziert. Die Schnitzarbeiten zeigen die Kreuzigung und die vier Evangelisten. Im Turm gibt es fünf Glocken.